# متری شیش و نیم
متری شیش و نیم، فیلمی در ژانر پلیسی-اجتماعی به نویسندگی و کارگردانی سعید روستایی و تهیه‌کنندگی سید جمال ساداتیان، محصول سال ۱۳۹۷ ایران است. از بازیگران آن می‌توان به پیمان معادی، نوید محمدزاده، فرهاد اصلانی و پریناز ایزدیار اشاره کرد. این فیلم نخستین‌بار در سی و هفتمین دوره جشنواره فیلم فجر به روی پرده رفت و موفق شد برندهٔ سیمرغ بلورین بهترین فیلم از نگاه تماشاگران شود. متری شیش و نیم با عبور از ۲ میلیون و ۱۶۰ هزار مخاطب، به پربیننده‌ترین فیلم غیرکمدی دهه‌های ۸۰ و ۹۰ شمسی تبدیل شده است.
بعد از ابد و یک روز (۱۳۹۴)، این فیلم، دومین هم‌کاری روستایی با محمدزاده، ایزدیار و معادی است. این فیلم نامزد جایزهٔ سزار بهترین فیلم خارجی زبان ۲۰۲۲ در کشور فرانسه شد.

## خلاصه داستان
چند تن از مأموران پلیس مبارزه با مواد مخدر، به سردستگی صمد (پیمان معادی)، به دنبال فروشندهٔ بزرگ شیشه در تهران، به اسم ناصر خاکزاد (نوید محمدزاده) هستند.

## ایده و نام فیلم
نام فیلم برگرفته از خاطرهٔ ناصر خاکزاد، متهم پروندهٔ مواد مخدر است که در بخشی از سکانس دادگاه روایت می‌کند که کفن برادرش را متری شش و نیم خریدند.

## بازیگران
| بازیگر         | نقش              |
| -------------- | ---------------- |
| نوید محمدزاده  | ناصر خاکزاد      |
| پیمان معادی    | صمد              |
| فرهاد اصلانی   | قاضی             |
| پریناز ایزدیار | الهام            |
| هومن کیایی     | حمید مؤذنی       |
| مهدی حسینی‌نیا  | حسن دلیری (گاوی) |
| اصغر پیران     | کلاله ای         |
| گیتی قاسمی     | خواهر ناصر       |
| علی باقری      | رضا مرادی        |
| مازیار سیدی    | میثاق اشکانی     |
| جواد پورحیدری  | دکتر ستاد        |
| محمدعلی محمدی  | محمدعلی محمدی    |
| پیمان شریعتی   | سرهنگ شهبازی     |
| مرجان قمری     | همسر رضا         |

## اکران
متری شیش و نیم برای نخستین‌بار، روز جمعه ۱۲ بهمن ماه ۱۳۹۷ در بخش سودای سیمرغ سی و هفتمین دوره جشنواره فیلم فجر به نمایش درآمد و از چهارشنبه ۲۵ اسفند ۱۳۹۷ نیز در سراسر کشور به صورت گسترده اکران شد. متری شیش و نیم با وجود اکران عمومی در سینماهای ایران، در اولین حضور بین‌المللی خود، در بخش افق‌های جشنواره فیلم ونیز پذیرفته شد و روز سه‌شنبه ۱۲ شهریورماه ۱۳۹۸ (۰۳ سپتامبر ۲۰۱۹)، در این جشنواره به نمایش درآمد. فیلم متری شیش و نیم با عبور از ۲ میلیون و ۱۶۰ هزار مخاطب، به پربیننده‌ترین فیلم غیرکمدی دهه‌های ۸۰ و ۹۰ شمسی تبدیل شده است.
این فیلم در خارج از ایران با عنوان فقط ۶/۵ (به انگلیسی: Just 6.5) و در فرانسه با عنوان قانون تهران (به فرانسوی: La Loi de Téhéran) اکران شد.

### اکران داخلی
| سال  | رویداد                                 | بخش جشنواره/نوع اکران | تاریخ اکران      |
| ---- | -------------------------------------- | --------------------- | ---------------- |
| ۱۳۹۷ | جشنواره فیلم فجر                       | سودای سیمرغ           | ۱۲ بهمن ماه ۱۳۹۷ |
| ۱۳۹۷ | اکران عمومی                            | گسترده                | ۲۵ اسفند ۱۳۹۷    |
| ۱۳۹۸ | جشن دنیای تصویر                        | فیلم‌های بلند          | -                |
| ۱۳۹۸ | جشن خانه سینما                         | فیلم‌های بلند          | -                |
| ۱۳۹۸ | انجمن منتقدان و نویسندگان سینمای ایران |                       |                  |

### اکران بین‌المللی
| سال  | کشور      | رویداد                         | بخش جشنواره/نوع اکران | تاریخ اکران     |
| ---- | --------- | ------------------------------ | --------------------- | --------------- |
| ۲۰۱۹ | ایتالیا   | جشنواره بین‌المللی فیلم ونیز    | افق‌ها                 | ۰۳ سپتامبر ۲۰۱۹ |
| ۲۰۱۹ | استکهلم   | جشنواره فیلم استکهلم           | اصلی                  | ۱۶ نوامبر ۲۰۲۲  |
| ۲۰۱۹ | آمریکا    | جشنواره بین‌المللی فیلم شیکاگو  | کارگردان جدید         | ۲۷ اکتبر ۲۰۱۹   |
| ۲۰۱۹ | سوئیس     | جشنواره بین‌المللی فیلم زوریخ   |                       | ۶ اکتبر ۲۰۱۹    |
| ۲۰۱۹ | ژاپن      | جشنواره فیلم توکیو             |                       | ۵ نوامبر ۲۰۱۹   |
| ۲۰۱۹ | نیوزیلند  | جشنواره فیلم نیوزیلند          |                       | ۲ اوت ۲۰۱۹      |
| ۲۰۱۹ |           | جشنواره فیلم آسیا پاسیفیک      |                       | ۲۸ اکتبر ۲۰۱۹   |
| ۲۰۲۰ | فرانسه    | جشنواره فیلم بوردو             | بخش مسابقه            | ۱۹ اکتبر ۲۰۲۰   |
| ۲۰۲۰ | فرانسه    | جشنواره فیلم‌های پلیسی و تریلر  | اصلی                  | ۳۰ می ۲۰۲۰      |
| ۲۰۲۰ | جمهوری چک | جشنواره فیلم فبیوفست           |                       | ۲۵ سپتامبر ۲۰۲۰ |
| ۲۰۲۰ | کره جنوبی | جشنواره فیلم چونگ جو کره جنوبی |                       |                 |
| ۲۰۲۱ | مالزی     | جشنواره بین‌المللی فیلم مالزی   | سینمای جهان           | ۱۰ دسامبر ۲۰۲۱  |
| ۲۰۲۲ | فرانسه    | جوایز سزار                     | اسکار سینمای فرانسه   | ۲۵ فوریه ۲۰۲۲   |

## بازخورد

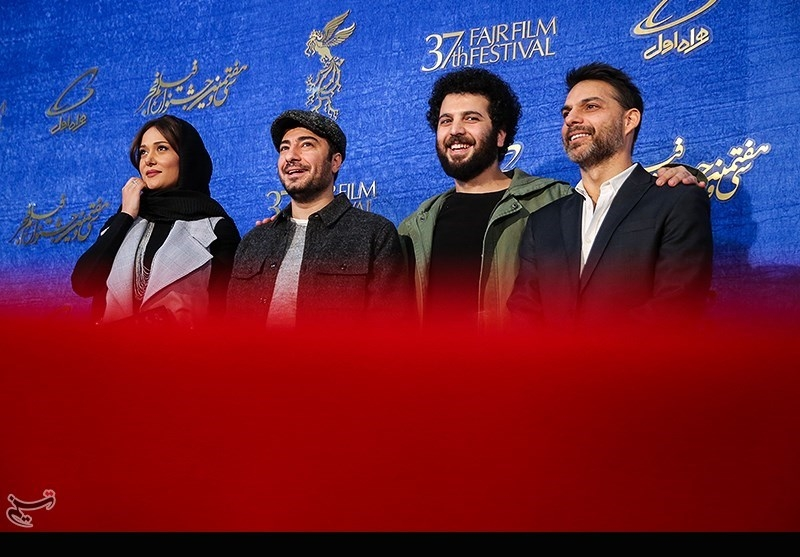
عوامل در فرش قرمز فیلم در سی و هفتمین دوره جشنواره فیلم فجر

در نظرسنجی بهترین‌های سال ۹۸ در دو رسانهٔ «فیلم‌نیوز» و «سینمادیلی» که به انتخاب بهترین بازیگر زن و مرد سینما در سال ۹۸ اختصاص داشت، در مجموع ۱۱۵ هزار نفر رای دادند و پریناز ایزدیار برای بازی در «سرخ‌پوست» و «متری شیش و نیم» با ۳۲ درصد آرا در بخش بهترین بازیگر زن سال و نوید محمدزاده برای بازی در «سرخ‌پوست» و «متری شیش و نیم» با ۴۰ درصد آرا در بخش بهترین بازیگر مرد سال، رتبه اول را به‌دست آوردند.
گروهی از منتقدان نیز از نادیده گرفتن بازی‌های پریناز ایزدیار در دو فیلم «سرخ‌پوست» و «متری شیش و نیم» توسط هیئت داوران در سی و هفتمین جشنواره فجر، انتقاد کردند.
روزنامه لو موند نوشت: روستایی در دومین فیلمش، یک تریلر خارق‌العاده اجتماعی ساخته. فیلمی کاملاً متفاوت از آنچه سینمای غرب از سینمای ایران انتظار دارد. «سایت سورتی پاریس» به مخاطبان خود تماشای این فیلم را پیشنهاد کرده و گفته: «در این فیلم سعید روستایی سویه فقیری از پایتخت ایران را نشان می‌دهد، با زاغه‌های اطرافش که ماده مخدر کراک آن را به تسخیر خود درآورده و یادآور مناطقی از پاریس است. فیلمی که ممکن است در انتها طولانی به نظر بیاید، با این حال، با قدرت کامل به پایان می‌رسد.»
«سایمون ریاکس»، منتقد سایت ecranlarge نوشت: «با معرفی و میزانسن هولناک افتتاحیهٔ فیلم، حسی از اضطراب تمام نماهای فیلم را پرکرده است. در معادله‌ای که سعید روستایی در فیلمش ساخته، جایی برای اخلاقیات، یا معما نمانده، او جامعه‌ای به مرز انفجار رسیده را به ما نشان می‌دهد، که هر حرکتی می‌تواند مرگبار باشد. فیلم با اینکه شخصیت‌های معدودی دارد، تنش تحمل‌ناپذیری را استادانه، با کمک زبان سینما، به مخاطب وارد می‌کند.»
«ژرارد دلمور» نیز در نقدی در سایت فرهنگی chaosreign با دادن امتیاز ۴ از ۵ به این فیلم، این اثر را یادآور آثاری مثل «ارتباط فرانسوی» دانسته است. آئورین آلین، منتقد سایت «سینما تیزر» هم با دادن امتیاز ۴ از ۵ در نقد خود نوشته: «سعید روستایی از همان لحظهٔ اول با روایت به شدت پرانرژی‌اش، و تصاویری وحشی از خرابه‌های پر از معتادین کراک، و بازجویی‌های نفس‌گیر، مخاطب را درگیر فیلمش می‌کند.»
اتین سورین منقد روزنامه فیگارو هم در ستایش فیلم نوشته: «افتتاحیه پرتنش این فیلم به بیماران قلبی توصیه نمی‌شود. اثری که توسط سعید روستایی در ایران ساخته شده کمی یادآور «ارتباط فرانسوی» است. از همان جنس ترکیب واقع‌گرایی و آدرنالین. و حتی بدبینی. استعاره‌ای کامل از جامعه‌ای که زنده زنده در حال دفن شدن است. یادآور فیلم L627 برنارد تاورنیه است که در آن هم مأمورانی با دستان خالی، علیه قاچاق مواد در پاریس، می‌جنگیدند.»

## جوایز و افتخارات
| سال  | جشنواره                                           | قسمت                          | نامزد                      | نتیجه    | جایزه         |
| ---- | ------------------------------------------------- | ----------------------------- | -------------------------- | -------- | ------------- |
| ۱۳۹۷ | سی و هفتمین دوره جشنواره فیلم فجر                 | بهترین فیلم                   | سید جمال ساداتیان          | نامزدشده | سیمرغ بلورین  |
| ۱۳۹۷ | سی و هفتمین دوره جشنواره فیلم فجر                 | بهترین کارگردانی              | سعید روستایی               | نامزدشده | سیمرغ بلورین  |
| ۱۳۹۷ | سی و هفتمین دوره جشنواره فیلم فجر                 | بهترین بازیگر نقش اول مرد     | پیمان معادی                | نامزدشده | سیمرغ بلورین  |
| ۱۳۹۷ | سی و هفتمین دوره جشنواره فیلم فجر                 | بهترین بازیگر نقش مکمل مرد    | نوید محمدزاده              | نامزدشده | سیمرغ بلورین  |
| ۱۳۹۷ | سی و هفتمین دوره جشنواره فیلم فجر                 | بهترین فیلمبرداری             | هومن بهمنش                 | نامزدشده | سیمرغ بلورین  |
| ۱۳۹۷ | سی و هفتمین دوره جشنواره فیلم فجر                 | بهترین موسیقی متن             | پیمان یزدانیان             | نامزدشده | سیمرغ بلورین  |
| ۱۳۹۷ | سی و هفتمین دوره جشنواره فیلم فجر                 | بهترین تدوین                  | بهرام دهقانی               | برنده    | سیمرغ بلورین  |
| ۱۳۹۷ | سی و هفتمین دوره جشنواره فیلم فجر                 | بهترین صدابرداری              | ایرج شهزادی                | برنده    | سیمرغ بلورین  |
| ۱۳۹۷ | سی و هفتمین دوره جشنواره فیلم فجر                 | بهترین صداگذاری               | امیرحسین قاسمی             | نامزدشده | سیمرغ بلورین  |
| ۱۳۹۷ | سی و هفتمین دوره جشنواره فیلم فجر                 | بهترین طراحی صحنه             | محسن نصراللهی              | نامزدشده | سیمرغ بلورین  |
| ۱۳۹۷ | سی و هفتمین دوره جشنواره فیلم فجر                 | بهترین فیلم از نگاه تماشاگران | سید جمال ساداتیان          | برنده    | سیمرغ بلورین  |
| ۱۳۹۸ | نوزدهمین دوره جشن حافظ                            | بهترین فیلم                   | سید جمال ساداتیان          | برنده    | تندیس حافظ    |
| ۱۳۹۸ | نوزدهمین دوره جشن حافظ                            | بهترین کارگردانی              | سعید روستایی               | برنده    | تندیس حافظ    |
| ۱۳۹۸ | نوزدهمین دوره جشن حافظ                            | بهترین فیلمنامه               | سعید روستایی               | نامزدشده | تندیس حافظ    |
| ۱۳۹۸ | نوزدهمین دوره جشن حافظ                            | بهترین بازیگر مرد             | پیمان معادی                | برنده    | تندیس حافظ    |
| ۱۳۹۸ | نوزدهمین دوره جشن حافظ                            | بهترین بازیگر مرد             | نوید محمدزاده              | نامزدشده | تندیس حافظ    |
| ۱۳۹۸ | نوزدهمین دوره جشن حافظ                            | بهترین بازیگر زن              | پریناز ایزدیار             | نامزدشده | تندیس حافظ    |
| ۱۳۹۸ | نوزدهمین دوره جشن حافظ                            | بهترین فیلمبرداری             | هومن بهمنش                 | برنده    | تندیس حافظ    |
| ۱۳۹۸ | نوزدهمین دوره جشن حافظ                            | بهترین تدوین                  | بهرام دهقانی               | نامزدشده | تندیس حافظ    |
| ۱۳۹۸ | نوزدهمین دوره جشن حافظ                            | بهترین دستاورد فنی و هنری     | محسن نصراللهی (طراحی صحنه) | نامزدشده | تندیس حافظ    |
| ۱۳۹۸ | بیست و یکمین دوره جشن خانه سینما                  | بهترین فیلم                   | سید جمال ساداتیان          | نامزدشده | تندیس شایستگی |
| ۱۳۹۸ | بیست و یکمین دوره جشن خانه سینما                  | بهترین کارگردانی              | سعید روستایی               | برنده    | تندیس شایستگی |
| ۱۳۹۸ | بیست و یکمین دوره جشن خانه سینما                  | بهترین فیلمنامه               | سعید روستایی               | نامزدشده | تندیس شایستگی |
| ۱۳۹۸ | بیست و یکمین دوره جشن خانه سینما                  | بهترین بازیگر نقش اول مرد     | پیمان معادی                | نامزدشده | تندیس شایستگی |
| ۱۳۹۸ | بیست و یکمین دوره جشن خانه سینما                  | بهترین بازیگر نقش مکمل مرد    | نوید محمدزاده              | نامزدشده | تندیس شایستگی |
| ۱۳۹۸ | بیست و یکمین دوره جشن خانه سینما                  | بهترین تدوین                  | بهرام دهقانی               | برنده    | تندیس شایستگی |
| ۱۳۹۸ | بیست و یکمین دوره جشن خانه سینما                  | بهترین طراحی لباس             | غزاله معتمد                | نامزدشده | تندیس شایستگی |
| ۱۳۹۸ | بیست و یکمین دوره جشن خانه سینما                  | بهترین صدابرداری              | ایرج شهزادی                | نامزدشده | تندیس شایستگی |
| ۱۳۹۸ | بیست و یکمین دوره جشن خانه سینما                  | بهترین موسیقی متن             | پیمان یزدانیان             | نامزدشده | تندیس شایستگی |
| ۱۳۹۸ | جشنواره بین‌المللی فیلم توکیو                      | بهترین کارگردان               | سعید روستایی               | برنده    |               |
| ۱۳۹۸ | جشنواره بین‌المللی فیلم توکیو                      | بهترین بازیگر مرد             | نوید محمدزاده              | برنده    |               |
| ۱۳۹۹ | جشنواره فیلم زوریخ                                | تقدیر ویژه بهترین فیلم        | متری شش و نیم              | برنده    |               |
| ۱۳۹۹ | جشنواره بوردو                                     | جایزه بزرگ بهترین فیلم        | متری شش و نیم              | برنده    |               |
| ۱۳۹۹ | جشنواره بین‌المللی فیلم هنرهای رزمی و اکشن چونگ جو | جایزه ویژه هیئت داوران        | متری شش و نیم              | برنده    |               |
| ۱۴۰۰ | جوایز سزار                                        | بهترین فیلم                   |                            | نامزدشده | اسکار فرانسه  |